# St. Fabian und Sebastian (Hamm)

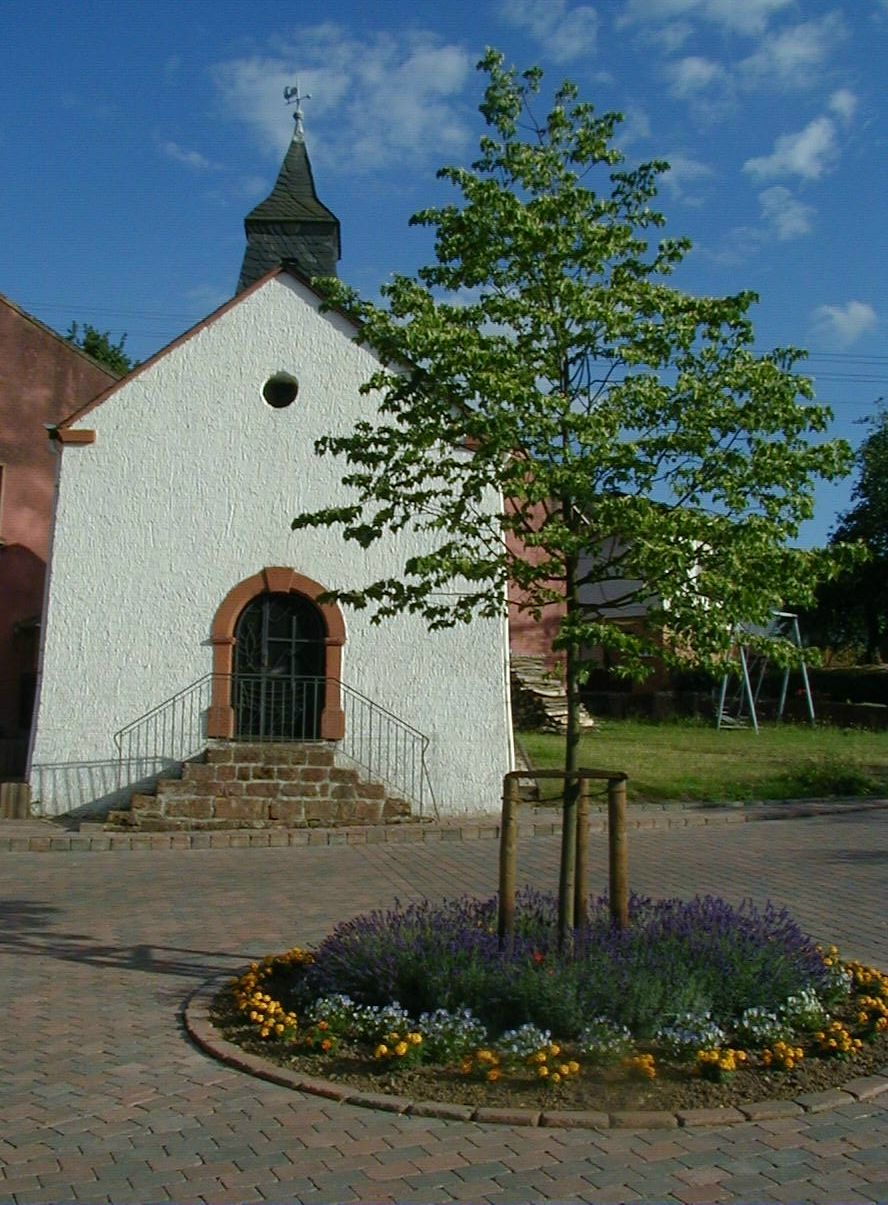
Filialkirche Hamm, Außenansicht

Die Filialkirche St. Fabian und Sebastian ist die Kirche des Ortsteils Hamm der Gemeinde Taben-Rodt im Kreis Trier-Saarburg. Die Filialkirche liegt inmitten des Ortsteils Hamm.

## Geschichte

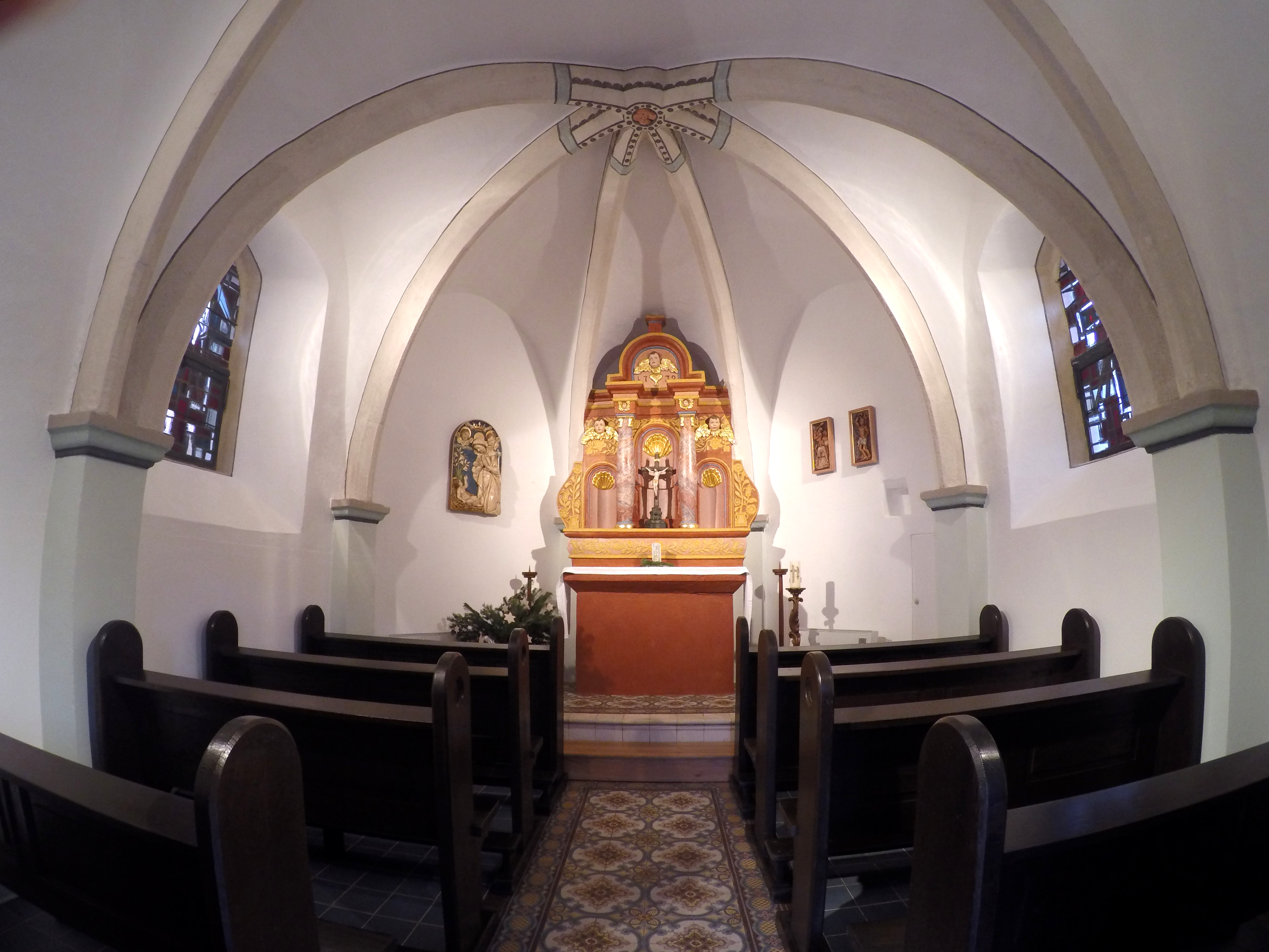
Filialkirche Hamm, Innenansicht

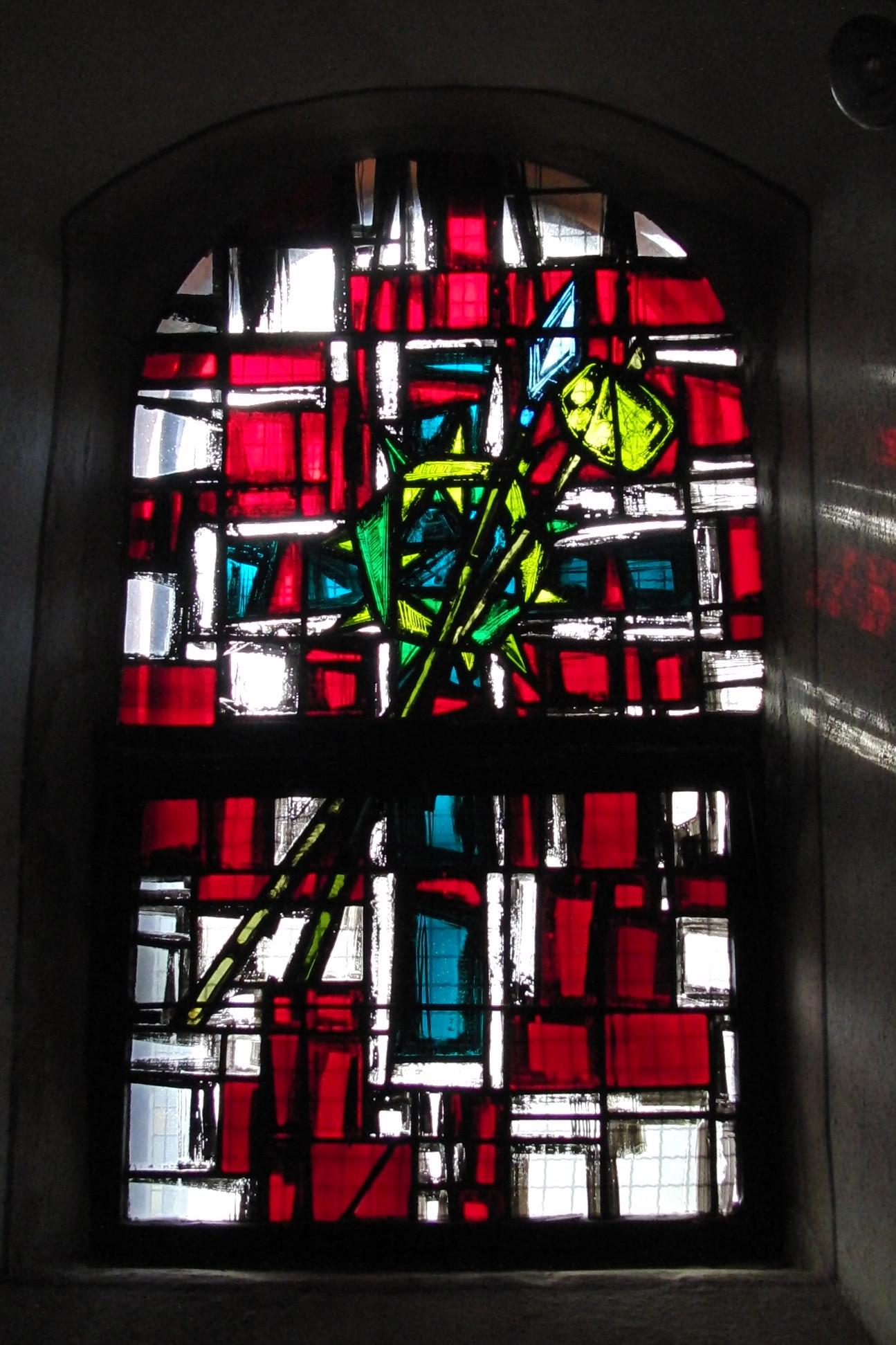
Fenster mit den Leidenswerkzeugen

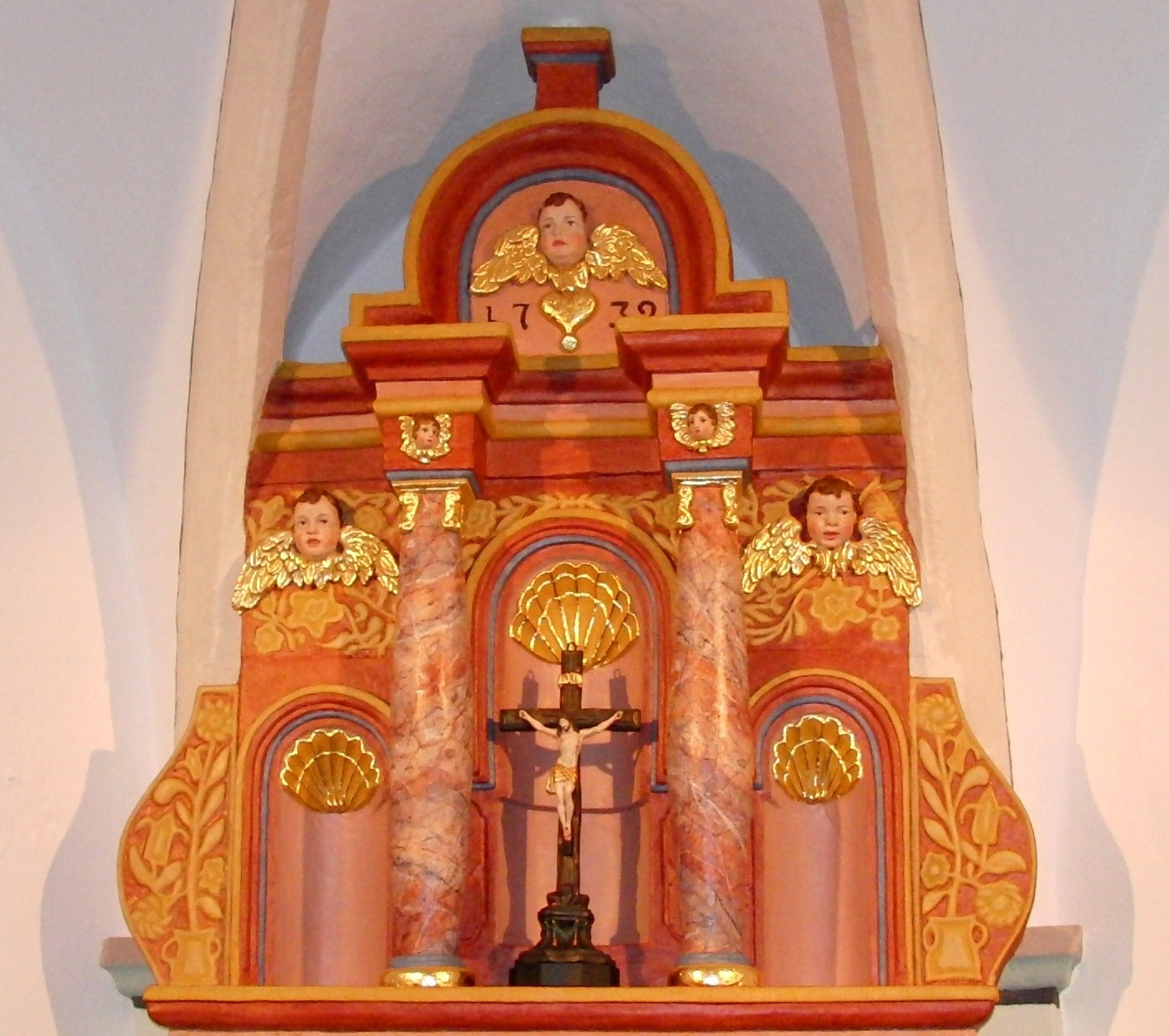
Altarretabel mit 1739

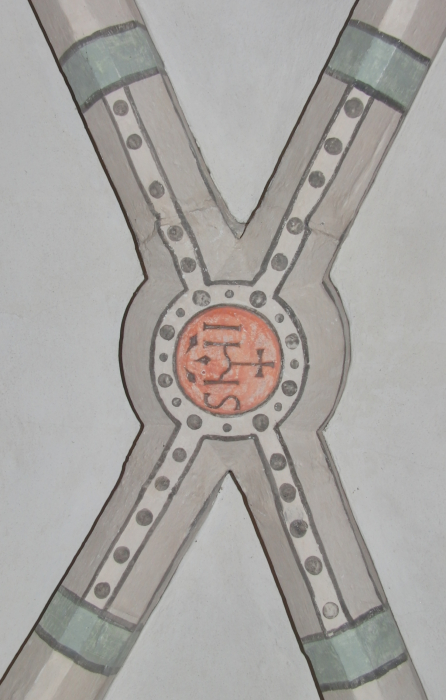
Schlussstein

Der Ort gehörte in früheren Zeiten zur Gemeinde Freudenburg und wurde erstmals 1440 im Scheffenweistum von Freudenburg erwähnt. Heute gehört der Ortsteil zur Pfarrei St. Quiriacus und Auctor, Taben-Rodt.
Die Kirche entstand, wie die Jahreszahl über dem Türbogen vermuten lässt, im Jahr 1730. Die Einwohner verfügten damit zwar über eine eigene Kirche, hatten aber keinen eigenen Friedhof. Beerdigungen wie auch Trauungen fanden um 1700 zunächst in Kastel-Staadt statt, verlagerten sich aber dann nach Freudenburg.
Bei dem in die Chorwand eingebauten Altar handelt es sich um ein Altarretabel mit einer gemauerten Mensa. Das Retabel wurde aus einem rötlichen Standstein gefertigt und wohl 1739 in die Filialkirche eingebaut. Vieles spricht dafür, dass es sich vorher schon an einem anderen Ort befand. Auch deutet die Formensprache des Retabels darauf hin, dass der Altar älteren Datums als 1730/1739 ist. Seine Entstehungszeit wird um das Jahr 1650 angenommen.
Nach den Beschädigungen des Zweiten Weltkrieges waren umfangreiche Reparaturarbeiten notwendig, die erst um 1960 abgeschlossen wurden. Weitere Renovierungen fanden 1979 und 2014 statt, um den Originalzustand des Gebäudes weitestgehend zu erhalten.

## Gebäude
Die Kapelle ist in ihrem Kern ein spätgotischer Bau. Der einfache Putzbau ist im Innern kreuzrippengewölbt. Die beiden verzierten Schlusssteine zeigen ein Christusmonogramm „IHS“ und eine Blume. Im Inneren befindet sich ein kreuzrippengewölbter Raum mit Zwischengurtung. Die Kreuzrippen sind auf Wandpfeilern aufgesetzt. Die Breite des Innenraumes der Kapelle beträgt an der Nordseite (Eingang) 4,24 m, die Höhe 3,92 m. Die Länge des Innenraumes misst 5,93 m. Der Altar steht auf einer um 0,29 m erhöhten Fläche, die über zwei Stufen erreichbar ist. Der Abstand des Altarretabels von der Stufenvorderkante beträgt nur 0,84 m und bietet damit nur wenig Bewegungsraum für den mit dem Rücken zur Gemeinde zelebrierenden Geistlichen.
Für die nach dem Zweiten Weltkrieg stark beschädigte Filialkirche wurde der Kirchengemeinde im Dezember 1952 eine neue Glocke geschenkt. Diese von der Glockengießerei Mabilon & Co. in Saarburg hergestellte Bronzeglocke mit dem Ton „d“ hat einen Durchmesser von 35 cm und ein Gewicht von 25 kg. Neben der Inschrift „Mater dolorosa, Dir sei Dank“ trägt der Mantel ein Bild der „Schmerzensmutter“ und ein Kreuz.
Die beiden bleiverglasten Rundbogenfenster in den Seitenwänden wurden vom Künstler E. Kraemer, Trier gestaltet und zeigen zum einen die „Leidenswerkzeuge“ und zum anderen das „siegreiche Lamm Gottes“. Die Fenster wurden von Hammer Bürgern gestiftet und 1962 eingebaut.
In der nordnordwestlich ausgerichteten Eingangsseite befindet sich ein gotisches Säulenportal (Breite: 1,17 m, Höhe: 1,79 m) mit einem regelmäßigen Rundbogen und dort eingravierter Jahreszahl 1730. Die beidseitigen viereckigen Säulen sind zur Mitte hin etwas versetzt unter dem Rundbogen positioniert. Über der Eingangsseite erhebt sich ein hölzerner viereckiger rundum verkleideter Dachreiter mit Glocke.